# Pappadam

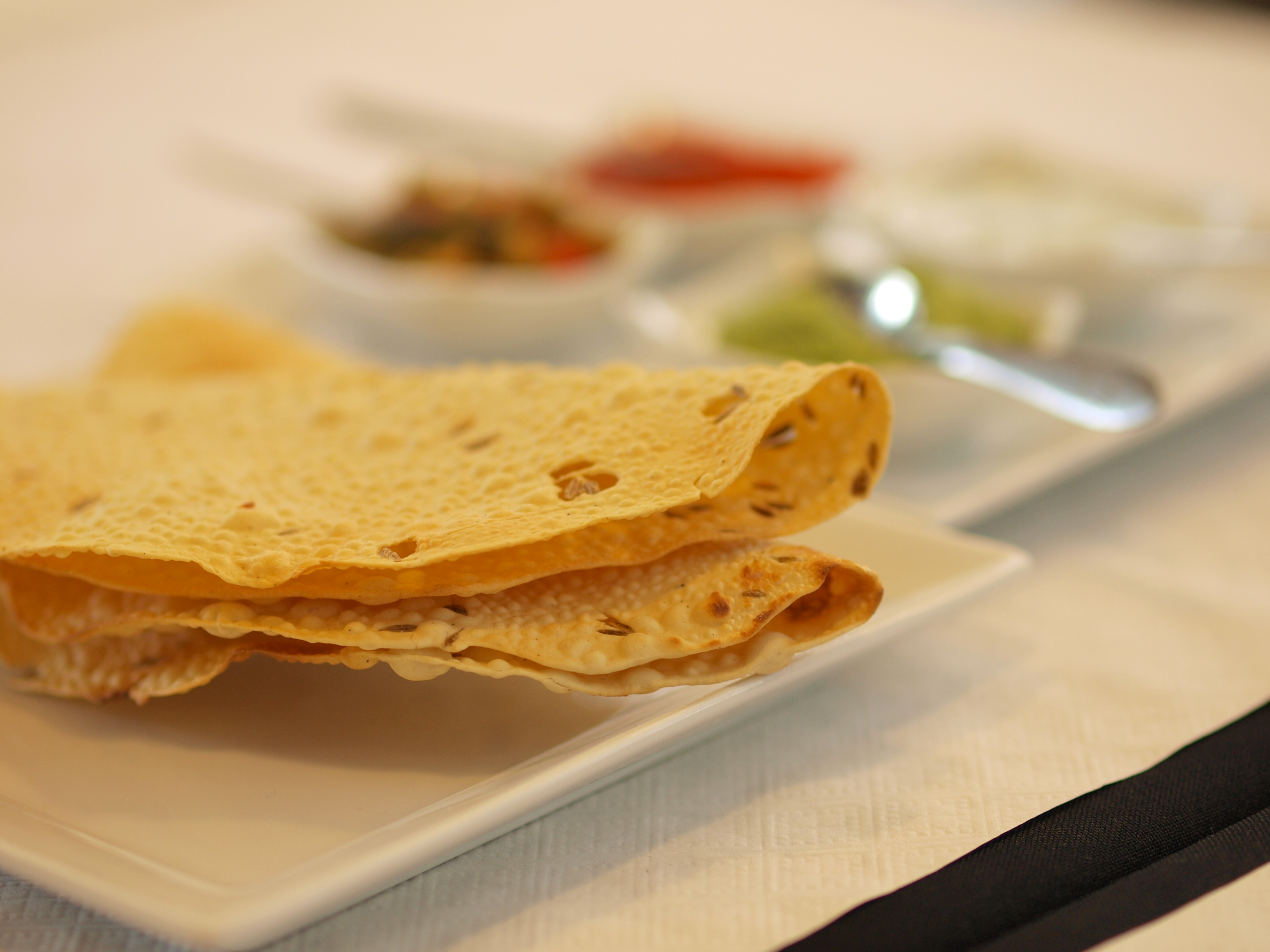
Pappadam

Pappadam (även stavningarna pappadom, pappadum, popadam, pompadum, poppadam, poppadom, papadum förekommer, på hindi पापड़) är ett tunt flatbröd. Pappadam görs till exempel på rismjöl, kikärtsmjöl eller potatismjöl. Det tortillaliknande brödet äts okryddat i de södra delarna av Indien, och kryddat med peppar, vitlök eller andra kryddor i de norra delarna av landet. Brödet serveras även friterat eller grillat vid vissa tillfällen. Det brukar ätas med chutney.